# Институт проблем математических машин и систем НАН Украины
Институт проблем математических машин и систем Национальной академии наук Украины (ИПММС НАНУ) был создан в 1992 году на базе Специального конструкторского бюро математических машин и систем (СКБ ММС) Института кибернетики НАН Украины.

## История создания института
В 1963 году по инициативе академика В. М. Глушкова, пионера советской кибернетики, было создано Специальное конструкторское бюро математических машин и систем (СКБ ММС) Института кибернетики НАН Украины как экспериментальная, проектная и производственная база. В октябре 1992 года оно переросло в крупную научную организацию в области информатики — Институт проблем математических машин и систем НАН Украины (ИПММС НАНУ).
СКБ ММС, преемником какого стал Институт проблем математических машин и систем НАН Украины, являлось разработчиком известных первых ПК МИР, управляющих компьютеров «Днепр», ЭВМ специального назначения «Дельта» и других систем управления. В настоящее время ИПММС НАНУ — ведущий научный центр в сфере ситуационного управления, моделирования, принятия решений и других инновационных информационных технологий.
Непосредственно после Чернобыльской катастрофы на базе СКБ ММС с помощью ситуационно-кризисного центра разработки А. А. Морозова и под его непосредственным руководством была создана система оценки безопасности водных ресурсов и определенная возможности использования воды в реке Днепр. Решенная в короткий период времени задача была сверхактуальной — из Днепра потребляет воду свыше половины населения Украины.
Современные наиболее важные исследования и разработки Института проблем математических машин и систем НАН Украины посвящены Ситуационному центру Министра обороны Украины, информационно-аналитической системе «РАДА» Верховной Рады Украины. ИПММС НАНУ является базовой организацией, которая разрабатывает организационные системы украинского парламента. Основными заказчиками разработок в сфере поддержки принятия управленческих решений выступают Кабинет Министров Украины, Центральная избирательная комиссия, Министерство по вопросам науки и технологий, Министерство машиностроения, Министерство экологии и др.
На базе ИПММС НАНУ создан и действует ситуационный центр — авторская научная разработка поддержки принятия управленческих решений.
Институт проблем математических машин и систем имеет широкие научные связи с Россией, США, Францией, Германией и другими странами. Работы ученых ИПММС НАНУ удостоены 28 Государственных премий СССР, Украины, именных премий НАН Украины, почетные звания лауреатов различных премий имеют 44 сотрудника.

## Структура института
В структуре института сегодня работают 11 научно-исследовательских и 2 конструкторско-технологических отдела, объединенных в два отделения, а также действуют научно-исследовательская лаборатория, вспомогательные подразделения и отделы.

## Руководство института
- С момента основания и по настоящее время директором института является академик НАН Украины, д.т. н., профессор Анатолий Алексеевич Морозов.
- Заместитель директора — д.ф.-м.н., профессор Клименко Виталий Петрович.
- Заместитель директора — д.ф.-м.н., Бровченко Игорь Александрович.
- Ученый секретарь — к.т. н., с.н.с. Иевлев Николай Георгиевич.

## Сфера исследований
В институте ведутся фундаментальные и прикладные исследования в таких приоритетных сферах, как интеллектуализированные системы поддержки государственного управления, автоматизированные системы экологического мониторинга, моделирование принятия решений, интеллектуальные информационные системы на базе нейрокомпьютеров, работы по искусственному интеллекту, системы тестирования микроэлектронного производства NCS-Технологии, защита информации в компьютерных и телефонных сетях, информационные технологии здравоохранения, а также по многим другим направлениям современного применения новейших информационных технологий в сфере практической деятельности.
Основные направления деятельности согласно Уставу института:
- создание научных основ, разработка и внедрение информационных технологий, автоматизированных систем различного назначения, средств вычислительной техники и систем их программного обеспечения;
- теория и технология построения интеллектуальных систем типа «Ситуационные центры», предназначенных для управления в сфере государственной власти, национальной безопасности, экологической безопасности;
- теория, методы и средства построения систем информационно-аналитического обеспечения законотворческой и правоприменительной деятельности;
- методы построения программно-технических систем криптографической защиты информации;
- методы и средства технической защиты информации в информационных системах, информационных технологиях, защиты информации от несанкционированного доступа;
- теория, математические модели и методы построения автоматизированных систем мониторинга и поддержки принятия решений для решения проблем охраны окружающей среды и эффективного природопользования;
- методы, алгоритмы и программное обеспечение для разнообразных систем обработки информации;
- теория, математические модели и методы построения систем автоматизации управления технологическими процессами;
- теория, исследовательские приемы и обеспечение надежности систем автоматизации и управления, информационных систем и других технических систем.

## Современные разработки
ИПММС НАНУ имеет современные разработки по следующим направлениям:
- созданы теоретические основы и технология построения автоматизированных интеллектуальных систем поддержки принятия решений в управлении государством, ведомствами, большими промышленными, хозяйственными объединениями, корпорациями и т. п. на основе ситуационного моделирования (системы типа «Ситуационные центры»);
- на основе полученных теоретических результатов создан и внедрен в работу Ситуационный центр Министерства обороны Украины;
- одна из моделей Ситуационного центра Министерства обороны «Прогнозирование последствий чрезвычайных ситуаций на химически-опасных объектах» была использована при проведении Институтом геохимии НАНУ и МЧС Украины Государственной экологической экспертизы экологического состояния зоны аварии на железнодорожном перегоне Ожидов-Красное во Львовской области;
- разработан и внедрен в эксплуатацию макет Ситуационного зала для отработки систем поддержки принятия решений в распределенных средах, что позволяет обеспечить адекватность и повысить эффективность управленческих решений в экстремальных и нештатных ситуациях на различных уровнях государственного управления;
- разработаны несколько поколений автоматизированных систем информационной поддержки законотворческой деятельности депутатов разного уровня («РАДА-1», «РАДА-2», «РАДА-3» и др.), которые используются более чем в 20 законотворческих органах Украины и за границей, в том числе в Верховной Раде Украины, Верховной Раде Крыма и парламентах Узбекистана и Таджикистана;
- создана и введена в эксплуатацию система информационного обслуживания депутатов Киевского городского совета «РАДА 3 — КИЕВ», которая имеет высокий уровень интеллектуализации, изготовлена на базе современной компьютерной техники, периферийных средств, систем, пультов, табло, коммуникаций отечественного производства. По своим параметрам и функциональными возможностями система не имеет аналогов в мире;
- по плану подготовки к Евро-2012 разработаны и защищены техническое задание и технический проект системы экстренной помощи населению по единому телефонному номеру 112;
- разработаны концепция открытой рекурентной нейросети и метод её неитеративного обучения, который решает проблему радикального ускорения обучения. На основе такой нейросети разработана принципиально новая модель ядерной динамической ассоциативной памяти, пригодной для работы в реальном времени. Эффективность её подтверждена экспериментально на примерах адаптивного распознавания динамических образов. Результаты были использованы в 2 проектах программ НАТО и Интас;
- созданная первая в мире автоматизированная система проектирования многомодульных нейронных сетей и на её основе многомодульная нейросистема распознавания подвижных объектов на видеоизображениях;
- разработана серия отечественных нейрокомпьютеров общего назначения и создан исследовательский образец базовой модели нейрокомпьютера «NeuroLand», который соответствует, а по некоторым параметрам превышает характеристики лучших мировых аналогов;
- разработана технология применения многомодульных нейросетей для распознавания образов ультразвуковой локации в системах безопасности пассажиров автомобилей и химических образов при создании интеллектуальных сенсоров для оперативного выявления загрязнений воздуха и др.;
- создана интеллектуальная нейросистема, которая включает три подсистемы: многомодульную нейросистему общего назначения, подсистему рекуррентных нейросетей реального времени «Neuro-Conveyor» и подсистему прогнозирования временных последовательностей «TrendCaster»;
- разработана многомодульная архитектура исследовательского образца интеллектуальной нейросистемы, которая позволяет автоматически подключать к системе и регистрировать новые модули;
- учеными института разработаны математические модели распространения радионуклидов в водной среде, в почве и в воздухе. Созданная на их основе система моделирования и прогнозирования последствий техногенных катастроф сыграла важную роль в подготовке решений правительственных комиссий относительно ликвидации последствий аварий на Чернобыльской АЭС и Диканьковских очистительных сооружениях Харьковской канализационной сети;
- на основе разработанных математических моделей создан целый ряд автоматизированных систем поддержки принятия решений (СППР) по проблемам охраны окружающей среды и эффективного природопользования;
- разработаны архитектуры систем защиты средств связи и на их основе создано семейство криптоустройств для защиты мобильной телефонной сети GSM-Стандарта;
- разработаны методы построения и архитектуры систем защиты информации для локальных сетей; создано семейство типичных аппаратных и программных компонентов, из которых строятся подобные системы. Системы мобильной связи принята соответствующей комиссией СБУ и рекомендована к использованию в органах государственного управления;
- разработана исследовательская партия мобильных телефонов, которые могут работать как в обычном, так и в защищенном режиме, их конструкторская документация для их серийного производства;
- разработан метод обмена криптоключами в Ір-Сети и программный модуль коммутации криптоключей, который позволяет проводить в Ір-Сети голосовые конференции в защищенном режиме с большим числом участников переговоров;
- разработаны теоретические основы, методы и технологии модельно-ориентированного управления производственными системами, и на их основе совместно с Институтом электросварки им. Е. О. Патона НАН Украины по заказу фирмы Boing corp. (США) разработаны и внедрены уникальные установки электронно-лучевого сваривания нового поколения с техническими характеристиками и функциональными возможностями, которые не имеют аналогов в мире;
- созданы и введены в научные исследования и учебный процесс в ряде университетов Украины семейство систем компьютерной алгебры с входными языками сверхвысокого уровня «АНАЛИТИК-93», «АНАЛИТИК-2000», «АНАЛИТИК-2007»;
- разработана и испытана в разных странах (включая Германию, Англию, Ирландию, США, Канаду и Японию) принципиально новая идеология и технология параллельной обработки данных и распределенного моделирования и управления в открытых динамических системах. Технология защищена Европейским патентом и 2 монографиями, опубликованными издательством Джон Вайли в США;
- разработан универсальный управляющий модуль для компонентов технических систем, способный общаться с другими модулями на специальном языке распределенных сценариев с целью организации постепенного перехода к беспилотным распределенным системам, которые обеспечивают принятие автономных решений в критических ситуациях;
- сдана в исследовательскую эксплуатацию как пилотный образец система «Мониторинга состояния потенциально опасных военных объектов»;
- разработан макет трехуровневой системы поддержки принятия решений (в среде Windows XP, СУБД ORACLE и ArcMap) по вопросам управления силами и средствами Вооруженных сил Украины в процессе ликвидации последствий чрезвычайных ситуаций;
- разработаны системы «Учета накопления, движения и использования логистического ресурса по номенклатуре военно-морских сил Украины» и «Расчетов планирования логистики ВМС Украины»;
- создана, активно развивается и используется на практике вероятностно-физическая теория надежности средств вычислительной техники и систем автоматизации. Разработан на основе полученных фундаментальных результатов математический аппарат, который не имеет аналогов в мире и позволяющий использовать новые, более точные, методы оценки остаточного ресурса механического и электрического оборудования;
- разработаны новые вероятностно-физический и информационно-кибернетический подходы проектирования, разработки и внедрения гарантоспособных и безопасных информационно-управляющих компьютерных систем реального времени на базе высоконадежных (безотказных) и отказоустойчивых вычислительных средств;
- созданы и введены в действие десятки систем автоматики на объектах строительства в г. Киеве (ежегодно внедряется примерно 500 систем);
- разработаны и внедряются энергосберегающие системы светодиодного освещения помещений. Проведено оборудование вагонов Киевского метрополитена исследовательскими образцами энергосберегающих светодиодных светильников и систем управления ими, что позволяет в несколько раз уменьшить затраты энергоресурсов;
- разработана и экспериментально проверена новая структурная модель полутонового изображения, которая позволяет создавать программные средства обработки полутоновых изображений. Результаты исследований положены в основу разработки телемедицинской диагностической системы «Онкотест WM-01», которая позволяет эффективно выполнять скрининг онкологических заболеваний на ранних стадиях онкозаболеваний.

Институт активно ведет работы с перспективными разработчиками-представителями других научных направлений.

## Аккредитация института
ИПММС НАНУ аккредитован как орган по сертификации систем управления качеством продукции в Международной системе сертификации SIC. Успешно пройдена аккредитация требованиям европейских стандартов EN 45011. В состав этого органа входит испытательная лаборатория «ОС УКРСЕРТКОМПЬЮТЕР», какая также аккредитованная Госстандартом Украины и Национальным агентством по аккредитации Украины (НААУ) согласно требованиям международного стандарта ДСТУ ISO/IEC 17025.

## Научные школы
Согласно основному для ИПММС НАНУ направлению исследований возникла и действует под руководством члена-корреспондента НАН Украины А. А. Морозова научная школа «Теория и практика создания интеллектуальных автоматизированных систем поддержки принятия коллективных решений (типа Ситуационный центр)».

## Научные мероприятия
С помощью современных электронных технологий в ИПММС НАНУ проходят традиционные и интерактивные конференции и семинары, которые дают возможность объединить усилия ученых разных стран мира. Уже стали ежегодными такие мероприятия с международным участием, как дистанционная онлайн конференция «Системы поддержки принятия решений. Теория и практика» и научно-практическая конференция «Математическое и имитационное моделирования систем. МОДС».

## Печатные издания
ИПММС НАНУ выпускает научно-публицистический журнал «Математические машины и системы». Журнал публикует статьи научно-технического характера, отчеты о совещаниях, конференциях, рецензиях на монографии, материалы проблемного и дискуссионного характера.